# Hörður Torfason
Hörður Torfason est un auteur-compositeur-interprète et militant islandais. Il est un des initiateurs de la révolution des casseroles de 2008.

## Carrière musicale
Hörður Torfason sort son premier album en 1971. Il est artiste indépendant depuis 1974.

## Militantisme politique
En 1975, il devient la première personnalité islandaise à faire son coming out homosexuel. Il perd son emploi et sa maison. Trois ans plus tard, en 1978, il participe à la fondation de Samtökin '78 (en), une organisation militante en faveur des droits LGBT développée au niveau national. Il cesse son activité au sein de l'organisation en 1993.
Il est une figure majeure de la révolution islandaise de 2008-2009,.